# Tomasz Jaszczuk
Tomasz Jaszczuk (Siedlce, Polonia, 9 de marzo de 1992) es un deportista de Polonia que compite en atletismo. Ganó una medalla de bronce en el Campeonato Europeo de Atletismo por Equipos de 2019, en la prueba de salto de longitud.